# Ultravijolično germicidno obsevanje
Ultravijolično germicidno obsevanje (UVGI iz ultraviolet germicidal irradiation) je metoda dezinfekcije, ki uporablja kratkovalovno ultravijolično svetlobo (ultravijolična C ali UV-C), da uniči ali deaktivira mikroorganizme z uničevanjem nukleinskih kislin in motenjem njihove DNK, zaradi česar ne morejo opravljati vitalnih celičnih funkcij. UVGI se uporablja v različne namene, kot so čiščenje hrane, zraka in vode.
UV-C svetloba je na površini zemlje šibka, saj jo ozonska plast ozračja blokira. Naprave UVGI lahko ustvarijo dovolj močno svetlobo UV-C v krožnih sistemih zraka ali vode, da postanejo negostoljubna okolja za mikroorganizme, kot so bakterije, virusi, plesni in drugi patogeni. UVGI lahko združimo s filtracijskim sistemom za čiščenje zraka in vode.
Uporaba UVGI za razkuževanje je sprejeta praksa od sredine 20. stoletja. Uporabljajo jo predvsem v namene medicinske asanacije (sanitacije) in sterilizacije delovnih prostorov. Vse pogosteje se uporablja za sterilizacijo pitne in odpadne vode. V zadnjem času se UVGI uporablja tudi v čistilcih zraka.